# 武藏斯河
武藏斯河（法語：Vouzance，法語發音：[vuzɑ̃s]）是法国阿列省与索恩-卢瓦尔省的河流，是卢瓦尔河的左支流，长41.3千米。